# Mollington Banastre
Mollington Banastre/Little Mollington var en civil parish från 1866 till 1901 då den blev en del av Mollington, i grevskapet Cheshire, i England. Civil parish var belägen 3 km från Chester och hade 53 invånare år 1891.